# Prix Haendel
Le Prix Haendel (en allemand Haendel-Preis) est un prix annuel décerné lors du festival Haendel à Halle en Allemagne. Il a été créé en 1956, en l'honneur du célèbre compositeur baroque Georg Friedrich Haendel. Le prix est attribué à des individus ou des ensembles « pour la qualité artistique exceptionnelle, scientifique ou culturelle, ou qui sont connectés avec les commémorations Haendel de la ville ». Le lauréat reçoit un diplôme, une médaille d'or (montrant des motifs musicaux de l'oratorio le Messie), un insigne d'émail et la somme de 10 000 euros.
Depuis 2011, l'intitulé exact est « Händel-Preis der Stadt Halle, vergeben durch die Stiftung Händel-Haus » soit Prix Haendel de la ville de Halle, décerné par la fondation de la maison Haendel.

## Lauréats
- 1956 : POROS ensemble : Philine Fischer (en), Margarete Herzberg (en), Werner Enders (en), Helmuth Kaphahn, Kurt Hübenthal (en), Günther Leib, Franz Stumpf (de)
- 1959 : Orchester des Opernhauses Halle (de), Philine Fischer, Walther Siegmund-Schultze (en), Johanna Rudolph, Helmut Koch (en)
- depuis lors, plusieurs lauréats annuels jusqu'en 1990, puis après une pause :
- 1993 : Nicholas McGegan (chef d'orchestre)
- 1994 : Axel Köhler (en) (contreténor)
- 1995 : Winton Dean (musicologue)
- 1996 : Howard Arman (en) (chef d'orchestre)
- 1997 : Emma Kirkby (soprano)
- 1998 : Helmut Gleim (organiste)
- 1999 : Trevor Pinnock (claveciniste, chef d'orchestre)
- 2000 : Donald Burrows (en) (musicologue)
- 2001 : John Eliot Gardiner (chef d'orchestre)
- 2002 : Jean-Claude Malgoire (chef d'orchestre)
- 2003 : Marc Minkowski (chef d'orchestre)
- 2004 : Wolfgang Katschner (en) (luthiste, chef d'orchestre)
- 2005 : Stanley Sadie (musicologue)
- 2006 : Klaus Froboese (de) (chef de l'Opernhaus Halle (de))
- 2007 : Paul Goodwin (hautboïste, chef d'orchestre)
- 2008 : Christopher Hogwood (chef d'orchestre)
- 2009 : Jordi Savall (gambiste)
- 2010 : Cecilia Bartoli (mezzo-soprano)
- 2011 : Wolfgang Ruf (en) (président de la Georg-Friedrich-Händel-Gesellschaft Halle, 1995-2009)[1]
- 2012 : Ragna Schirmer (pianiste)
- 2013 : Magdalena Kožená (mezzo-soprano)[2]
- 2015 : Philippe Jaroussky (contreténor)[3]
- 2016 : Romelia Lichtenstein (en) (soprano)
- 2017 : Vivica Genaux (mezzo-soprano)[4]
- 2018 : Joyce DiDonato (mezzo-soprano)[5]
- 2019 : Silke Leopold (en) (musicologue)
- 2020 : Valer Barna-Sabadus (contre-ténor)[6]
- 2021 : Andrea Marcon (chef, organiste et claveciniste)[7]
- 2022 : Wolfgang Hirschmann (en) (musicologue)[8]
- 2023 : Anna Bonitatibus (mezzo-soprano)
- 2024 : Christophe Rousset (claveciniste et chef d'orchestre)[9]
- 2025 : Händelfestspielorchester Halle (de) (orchestre)[10]